# Мы призываем тьму
Мы призываем тьму (англ. We Summon the Darkness) — американский фильм-триллер с элементами ужасов режиссёра Марка Мейерса. Премьера фильма состоялась 28 февраля 2019 года на Mammoth Film Festival, а 10 апреля 2020 года он был выпущен в цифровом формате в США компанией Saban Films. В России фильм вышел 1 октября 2020 года.

## Сюжет
Трое лучших подруг отправляются в поездку на шоу хеви-метал, где они сближаются с тремя начинающими музыкантами и отправляются в загородный дом одной из девочек на вечеринку. Параллельно, уже какое-то время, в округе орудует банда сатанистов, которая убивает ни в чём неповинных людей.
Сначала ребята весело проводят время,  но затем парни теряют сознание. Оказывается, Алексис, Беверли и Валери состоят в религиозной секте, которая якобы помогает людям обрести веру в Бога. Все ритуальные убийства в округе были совершенно членами этой секты, чтобы люди, испугавшись за свои жизни, захотели к ней примкнуть и нести пожертвования.
Алексис убивает Ивана, однако Марку и Ковачу удаётся освободиться от оков и спрятаться в кладовке. Беверли отправляется в сарай, чтобы найти, чем выбить дверь. А пока Алексис и Валери пытаются "выкурить"  парней с помощью подручных средств. Неожиданно в дом приезжает мачеха Алексис, Сьюзен. Она забирает свои вещи и уже на выходе из дома, предупреждает, что вызвала полицию, так как подумала, что в дом кто-то вломился. В это же время парни в кладовке разбивают бутылку. Сьюзен, заподозрив неладное, обнаруживает труп Ивана. Алексис убивает её.
Две подруги продолжают попытки выманить парней из кладовки, а Беверли, тем временем, сожалеет о произошедшем. В сарае она находит папку с фотографиями шикарных особняков, сертификаты на право собственности и кучу денег. Она понимает, что пастор, который к тому же является отцом Алексис, всего лишь использует несчастных девушек в своих корыстных целях. Она решает помочь парням.
Шериф приезжает к дому пастора.  Алексис говорит, что вызов был ложным. Он не верит ей. В итоге Валери убивает полицейского его же пистолетом, пока тот арестовывает Марка и Ковача. Алексис пытается забрать оружие у Валери, но Беверли, вооружившись электрической косой, прерывает потасовку девушек. Она просит их остановиться и больше не идти на поводу у пастора, но девушки её не слушают. Выбежав из кладовки, парни распугивают убийц и объединются с Беверли. Марк идёт наверх за Алексис, чтобы забрать ключи от машины, Беверли в подвал, куда убежала Валери, а Ковач остаётся в гостиной с пистолетом. В это время к дому подъезжает пастор и стреляет в Ковача. Валери нападает на Беверли и проигрывает в схватке. Алексис нападает на Марка. Он почти убивает её, но пастор стреляет ему в спину. Отец недоволен работой дочери и решает убить её. Однако, подоспевшая Беверли оглушает его. Алексис, понимающая, что из-за Беверли они облажались, нападает на девушку и случайно вылетает из окна. Марк и Беверли уезжают.
В этот же день выходит выпуск новостей, в котором рассказывается о жуткой резне в доме пастора. Он  сам даёт интервью, в котором обвиняет в случившемся свою дочь.

## В ролях
| Актёр               | Роль              |
| ------------------- | ----------------- |
| Александра Даддарио | Алексис Батлер    |
| Киан Джонсон        | Марк              |
| Мэдди Хассон        | Вэл               |
| Эми Форсайт         | Беверли           |
| Логан Миллер        | Ковач             |
| Остин Свифт         | Айвэн             |
| Джонни Ноксвилл     | Джон Генри Батлер |
| Эллисон Макэйти     | Сьюзен            |
| Тэннер Бирд         | Шериф Дембровски  |
| Стефани Мороз       | Журналистка       |
| Гарри Нелкен        | Кассир            |